# Anomala russiventris
Anomala russiventris es una especie de escarabajo del género Anomala, familia Scarabaeidae. Fue descrita científicamente por Fairmaire en 1893.
Esta especie se encuentra en varios países del continente asiático. 